# Parafia św. Barbary w Tarnobrzegu
Parafia św. Barbary w Tarnobrzegu – rzymskokatolicka parafia w diecezji sandomierskiej, w dekanacie Tarnobrzeg.

## Historia
13 czerwca 1987 roku z inicjatywy ks. prał. Michała Józefczyka, zbudowaną drewniana kaplicę sprowadzoną z Serbinów, którą 15 sierpnia 1987 roku poświęcił bp Ignacy Tokarczuk. Następnie zaadaptowano budynek gospodarczy na salkę katechetyczną i rozpoczęto budowę domu parafialnego.
21 czerwca 1989 roku dekretem bpa Ignacego Tokarczuka została erygowana parafia, z wydzielonego terytorium parafii Serbinów, która objęła os. Siarkowiec i Wielopole. 
3 maja 1990 roku bp Edward Białogłowski poświęcił plac pod budowę kościoła. W latach 1990–1996 zbudowano murowany kościół, według projektu architektów: inż. Daniela Żuchowicza i inż. Zbigniewa Żuchowicza. 4 grudnia 1991 roku abp Ignacy Tokarczuk wmurował kamień węgielny. Znacznego wsparcia finansowego i sprzętowego w czasie budowy udzielił KiZPS "Siarkopol". 4 grudnia 1995 roku w nowym kościele odprawiono pierwszą mszę świętą. 26 października 1996 roku bp Edward Frankowski dokonał poświęcenia i konsekracji nowego kościoła.
W 1995 roku w parafii rozpoczął działalność młodzieżowy Ośrodek Formacyjny. Do 2016 roku Ośrodek funkcję Centrum Formacyjnego Ruchu Światło-Życie Diecezji Sandomierskiej.
Proboszczowie parafii:
1989–2022. ks. prał. Stanisław Bar.
2022– nadal ks. kan. dr Dariusz Sidor.

## Terytorium parafii
Na terenie parafii w 2017 było 5914 wiernych. Parafia obejmuje ulice Tarnobrzega: 11 Listopada, Borek, Broniewskiego, Chopina, Dworcowa, Konopnickiej, Kopernika, Kurasia, Sarny, Sienkiewicza (część), Słoneczna, Sosnowa, Szpitalna, św. Barbary.